# Núcleo abducens
El núcleo abducens o núcleo motor ocular externo es el núcleo originario del que emerge el nervio abducens (VI), un núcleo nervioso craneal. Este núcleo está situado debajo del cuarto ventrículo en la porción caudal de la protuberancia, medial al sulcus limitans.
El núcleo motor ocular externo junto con elglanglio geniculado del nervio facial forman el colículo facial, un montículo en el extremo caudal de la eminencia medial en la cara dorsal de la protuberancia.

## Estructura
En el núcleo abducens se localizan dos tipos principales de neuronas: las motoneuronas y las interneuronas. Las primeras dirigen directamente la contracción del músculo recto lateral ipsilateral a través del nervio abducens (sexto par craneal); la contracción de este músculo rota el ojo hacia fuera (abducción). Las segundas transmiten señales del núcleo abducens al núcleo oculomotor contralateral, donde las motoneuronas dirigen la contracción del músculo recto medial ipsilateral (por tanto, contralateral al núcleo abducens que emite la orden); la contracción de este músculo rota el ojo hacia dentro (aducción).

## Función
Este patrón de "cableado" sugiere que la función principal del núcleo abducens es generar movimientos coordinados de ambos ojos en la misma dirección. De hecho, se ha demostrado que la estimulación eléctrica del núcleo abducens genera movimientos oculares conjugados (es decir, ambos ojos giran en la misma dirección y con el mismo ángulo). Tales movimientos oculares se producen siempre que miramos entre objetivos situados en la distancia. Además, se ha demostrado que las lesiones del tracto axonal de las interneuronas (en el fascículo longitudinal medial) interrumpen los movimientos oculares conjugados mediante la parálisis del ojo contralateral. Es importante destacar que, a pesar de las lesiones, este músculo sigue siendo funcional durante los movimientos oculares de convergencia. Por último, los experimentos en los que se ha registrado la actividad eléctrica de neuronas individuales en el núcleo abducens durante movimientos oculares conjugados lentos y rápidos han demostrado muy pocas diferencias en los patrones de descarga de las motoneuronas y las interneuronas.
En conjunto, ahora está bien aceptado que el núcleo abducens es una estructura clave para los movimientos conjugados de ambos ojos.

## Significación clínica
El Síndrome de Esotropía Infantil puede tener su origen en problemas en la frecuencia de disparo del núcleo abducens cuando existe una mala abducción en un bebé. Los estudios han demostrado diferencias en las tasas de disparo en monos con estrabismo inducido.
El daño al nervio motor ocular externo causa oftalmoparesia lateral monocular ipsilateral: específicamente, pérdida de la capacidad de mover el ojo ipsilateral hacia afuera (abducción).
Por el contrario, el daño al núcleo abducens causa parálisis de la mirada lateral. Esto se debe al daño tanto de las neuronas motoras inferiores que inervan el recto lateral ipsilateral como de las neuronas internucleares que se proyectan a través del fascículo longitudinal medial contralateral al subnúcleo del recto medial del núcleo oculomotor. Obsérvese, sin embargo, que el ojo contralateral a la lesión puede seguir moviéndose en la dirección de la lesión durante los movimientos de convergencia.

## Imágenes adicionales

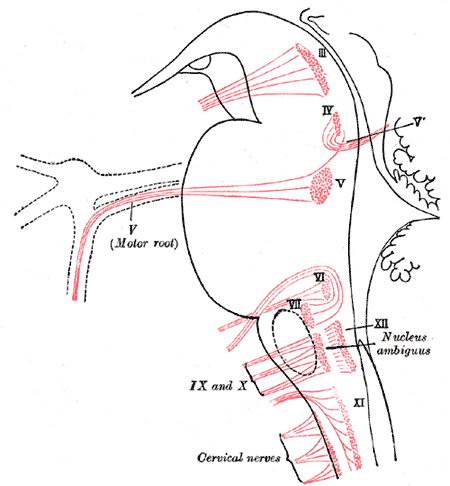
Núcleos de origen de los nervios motores craneales representados esquemáticamente; vista lateral.
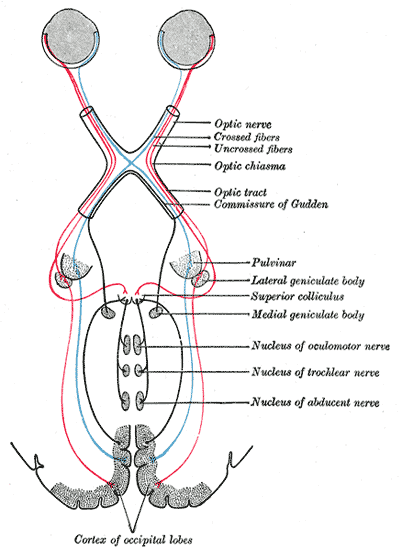
Esquema que muestra las conexiones centrales de los nervios ópticos y los tractos ópticos.
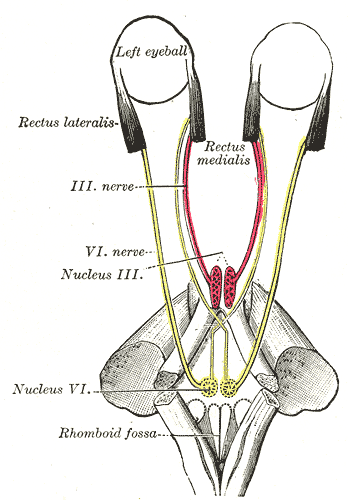
Figura que muestra el modo de inervación de los recti medialis y lateralis del ojo.
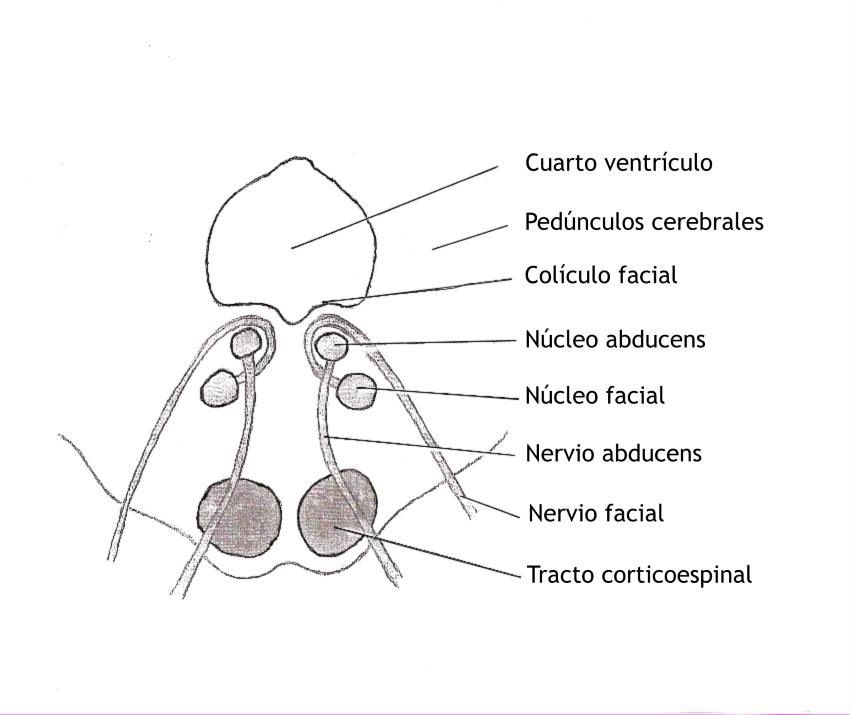
Sección axial del tronco encefálico (Pons) a nivel del colículo facial.
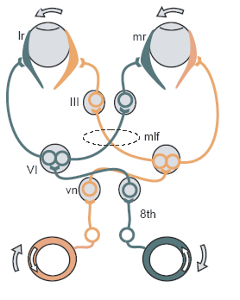
Reflejo vestibulo-ocular
Sección sagital del tronco cerebral
Sección de la protuberancia inferior. El núcleo abducens está marcado con el número 4.